# Comuna de Trzcianne
Trzcianne (polaco: Gmina Trzcianne) é uma gminy (comuna) na Polónia, na voivodia de Podláquia e no condado de Mońki. A sede do condado é a cidade de Trzcianne.
De acordo com os censos de 2004, a comuna tem 4737 habitantes, com uma densidade 14,3 hab/km².

## Área
Estende-se por uma área de 331,64 km², incluindo:
- área agrícola: 43%
- área florestal: 22%

## Demografia
Dados de 30 de Junho 2004:
|                      | Total   | Total | Mulheres | Mulheres | Homens  | Homens |
| -------------------- | ------- | ----- | -------- | -------- | ------- | ------ |
|                      | pessoas | %     | pessoas  | %        | pessoas | %      |
| População            | 4737    | 100   | 2299     | 48,5     | 2438    | 51,5   |
| Densidade (pop./km²) | 14,3    | 100   | 6,9      | 6,9      | 7,4     | 7,4    |

De acordo com dados de 2002, o rendimento médio per capita ascendia a 1463,56 zł.

## Comunas vizinhas
- Goniądz, Jedwabne, Krypno, Mońki, Radziłów, Tykocin, Wizna, Zawady